# OR4D9
OR4D9 (англ. Olfactory receptor family 4 subfamily D member 9) – білок, який кодується однойменним геном, розташованим у людей на короткому плечі 11-ї хромосоми. Довжина поліпептидного ланцюга білка становить 314 амінокислот, а молекулярна маса — 35 666.
| 10         |  | 20         |  | 30         |  | 40         |  | 50         |
| ---------- |  | ---------- |  | ---------- |  | ---------- |  | ---------- |
| MDQRNYTRVK |  | EFTFLGITQS |  | RELSQVLFTF |  | LFLVYMTTLM |  | GNFLIMVTVT |
| CESHLHTPMY |  | FLLRNLSILD |  | ICFSSITAPK |  | VLIDLLSETK |  | TISFSGCVTQ |
| MFFFHLLGGA |  | DVFSLSVMAF |  | DRYIAISKPL |  | HYMTIMSRGR |  | CTGLIVASWV |
| GGFVHSIAQI |  | SLLLPLPFCG |  | PNVLDTFYCD |  | VPQVLKLACT |  | DTFTLELLMI |
| SNNGLVSWFV |  | FFFLLISYTV |  | ILMMLRSHTG |  | EGRRKAISTC |  | TSHITVVTLH |
| FVPCIYVYAR |  | PFTALPTDTA |  | ISVTFTVISP |  | LLNPIIYTLR |  | NQEMKLAMRK |
| LKRRLGQSER |  | ILIQ       |  |            |  |            |  |            |

A: Аланін

C: Цистеїн

D: Аспарагінова кислота

E: Глутамінова кислота

F: Фенілаланін

G: Гліцин

H: Гістидин

I: Ізолейцин

K: Лізин

L: Лейцин

M: Метіонін

N: Аспарагін

P: Пролін

Q: Глутамін

R: Аргінін

S: Серин

T: Треонін

V: Валін

W: Триптофан

Кодований геном білок за функціями належить до рецепторів, g-білокспряжених рецепторів, білків внутрішньоклітинного сигналінгу. 
Локалізований у клітинній мембрані, мембрані.